# Jaume Moragues de Oleza
Jaume Moragues de Oleza  (Palma, - Ídem, novembre de 2010) fou un capellà i missioner mallorquí.
Moragues va estudiar en el Seminari diocesà de Mallorca. Guiat pel seu impuls missioner va entrar a la Congregació de Pares Blancs, i com a tal va arribar a Burundi el dia de la festa de Sant Josep de l'any 1951. Segons els capellans diocesans mallorquins a Burundi, el pare Moragues i el pare Estrany, varen ser durant molts d'anys els seus patriarques.
Va deixar la Congregació dels Pares Blancs i a incardinar-se com si fos un capellà natiu més, per anar allà on el bisbe l'enviàs. Per tant, en la seva trajectòria en Jaume Moragues va conviure amb comunitats de pares blancs, també amb capellans natius, va estar tot sol a parròquies, va ser professor del Seminari de l'assignatura que fos. Era un tot terreny. Se creu que, de fet, va servir com a capellà a totes les diòcesis de Burundi, que hi havia en el seu temps. Els bisbes i els capellans de Burundi el consideraven com un capellà natiu, però de pell blanca, tots els religiosos que viuen a Burundi el consideren com un germà major. El seu company el capellà Miquel Parets també estava a Burundi.
Residia a Mallorca des de l'any 1992 segons les seves paraules si se posava malalt a Burundi seria una càrrega i a Mallorca encara va poder esser capellà devuit anys més. En Jaume Moragues era un home senzill i totalment disponible a fer el que fos. Aquest esperit de servei incondicional.
Va donar suport a la candidatura de Juan Carrero al Premi Nobel de la Pau 2000
A la pregunta, ¿perquè Burundi i no un altre país? Ell contestava que Burundi era el país més pobre del món (en aquell moment). Els que estaven a Burundi conten que el dia que Jaume Moragues, el pare Moragues va morir, no era dia de dol oficial, però se va sentir com dia de dol a tot el país. A Mallorca, el seu funeral va ésser molt emotiu, perquè se va celebrar a la seva parròquia, allà gent de tot tipus va poder acomiadar-se d'ell.

## A la ficció
És el protagonista de la novel·la, Pregúntale a la noche d'Eduardo Jordá, totalment de ficció i on Jaume Moragues és el Pare André Gevaert, un missioner belga.